# Miniatyrhäst
Miniatyrhästar är mycket små hästar som trots sin ringa storlek inte räknas som ponnyer utan som stora hästar. De första miniatyrhästarna utvecklades i USA. Miniatyrhästen ska vara en stor häst i miniatyrformat och sakna de karaktäristiska dragen av ponnyer och likna stora hästar i exteriören men med en mankhöjd på högst 91 cm.
Hästarna är för små för att användas till ridning och används därför mest i utställningar och shower men ibland kan de även dra små lätta vagnar. Miniatyrhästen är idag världens snabbast ökande hästras och i Sverige finns ca 50 individer.[källa behövs] De flesta exemplaren av miniatyrhästar finns i USA där de registreras som en egen ras, Amerikansk miniatyrhäst i AMHA (American Miniature Horse Association). Även Storbritannien har en stam av miniatyrhästar där de registreras i BMHS (British Miniature Horse Society).
Världens minsta häst var det amerikanska miniatyrstoet Thumbelina med en mankhöjd på 44,5 cm, som 2006 blev inskriven i Guinness Rekordbok som världens minsta häst.

## Historia

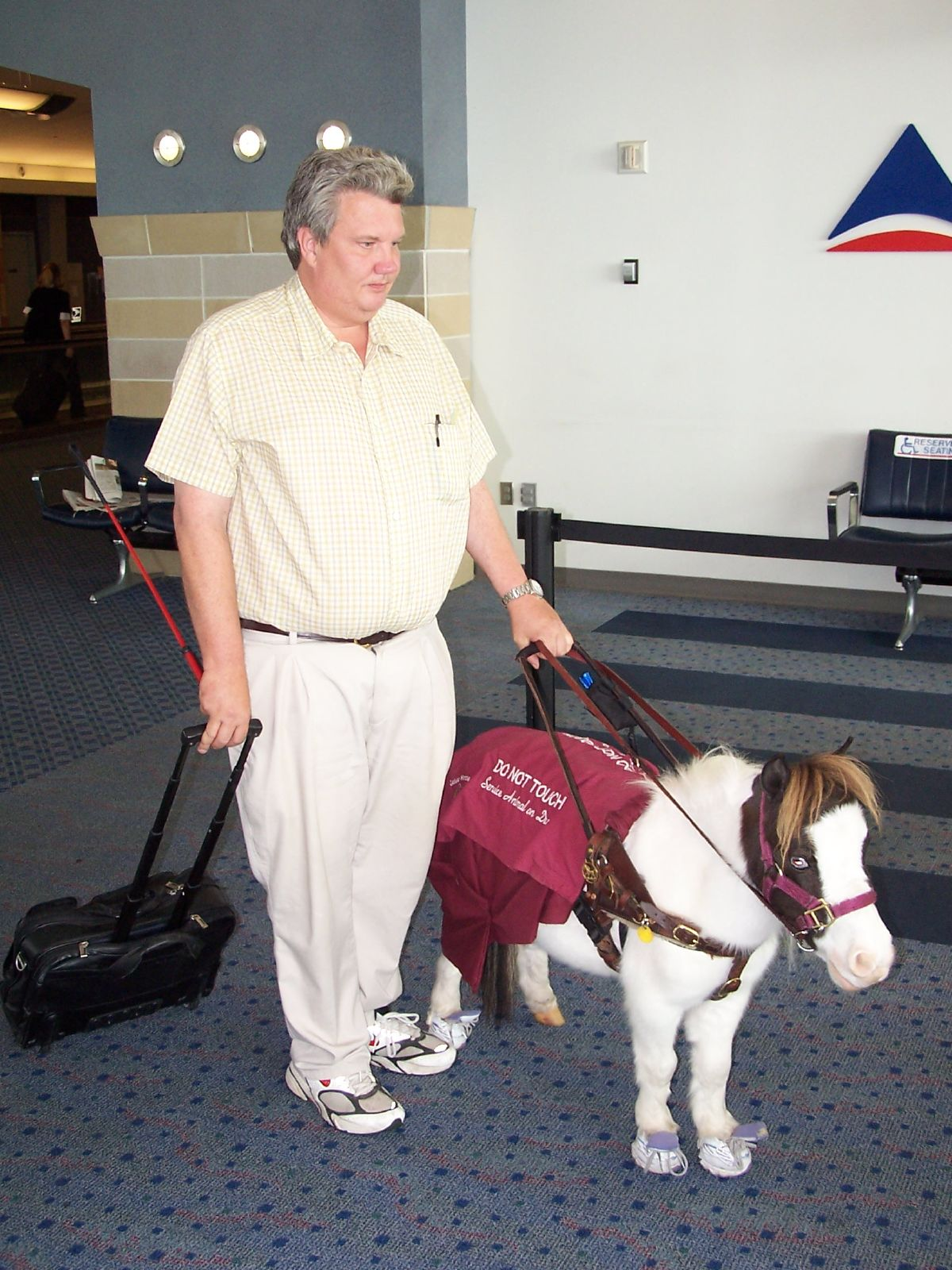
Miniatyrhästar kan även användas som ledardjur och inom terapi

Miniatyrhästar har fötts upp sedan 1500-talet, då som husdjur för europeiska kungligheter. En illustrerad artikel från 1765 visade en miniatyrhäst tillsammans med en medlem i kungliga familjen i England. Miniatyrhästar har även funnits naturligt, oftast bland vilda hästar som tvingats överleva tufft klimat och dålig föda.
Den moderna amerikanska miniatyrhästen är ett resultat av avel med små Shetlandsponnyer som importerades till USA under 1880-talet, främst av Eli Elliott. Dessa ponnyer som hade importerats för att få upp shetlandsstammen i landet var ganska små, även för att vara Shetlandsponnyer och en del av dem var inte mer än 70 cm i mankhöjd. Eli Elliot dog år 1917 efter att ha tillbringat hela sitt liv åt att föda upp de små ponnyerna.
De två männen Moorman Field och Smith McCoy kom att vara avgörande för minihästarnas framtid. Moorman Field avlade miniatyrhästar till kolgruvorna i Virginia och under 1960-talet sades det att Moorman hade över 900 vuxna hästar varav 50 var minihästar som utavlats med bland annat fullblodshästar och Appaloosa. Efter att Moorman dog 1967 fick hans son Tom ärva ranchen men 1980 fanns bara två ston och en hingst kvar av miniatyrhästarna. Under tiden hade Smith McCoy tagit över rollen som landets största uppfödare av minihästarna. McCoy hade rest genom hela USA för att hitta de absolut minsta shetlandsponnyerna och han fick upp en hjord på ca 200 hästar genom att avla de absolut minsta av dem. Runt 1967 sålde McCoy av stora delar av hjorden och miniatyrhästarna spreds över landet.
Under den här tiden kom dock många ponnyer att avlas ut med andra raser. Uppfödare och privatägare dokumenterade inte sina minihästar eller aveln som skedde på rancherna, mycket för att kunna säga att hästarna var naturligt små hästar som kom från bergen, inte genom framavling på stuteri. 1971 startades minihästens förening American Miniature Horse Registry (AMHR) och man kunde nu registrera sina minihästar som var upp till 86 cm. Ett register öppnades även för de hästar som var över 86 cm. 1978 blev rasen officiellt godkänd av det amerikanska jordbruksverket och den officiella föreningen AMHA (American Miniature Horse Association) startades samma år i Arlington, Texas.
Redan den 31 december 1987 stängde man dock registret och tillät endast registrering av avkommor från två hästar som redan var registrerade. Detta för att man skulle kunna säkerställa hästarnas stamtavlor för att undvika inblandning av annat blod. För att ytterligare säkerställa generna krävs det att alla hästar som fötts efter 31 december 1995 DNA-testas och blodtestas innan några av deras avkommor får registreras.
1994 startades även en brittisk rasförening för miniatyrhästar under namnet BMHS (British Miniature Horse Society) och en stambok för brittiska miniatyrhästar startades.
Runt år 2000 fanns ca 87 000 minihästar under 86 cm registrerade i den amerikanska föreningen, samt 86 000 hästar över 86 cm. Föreningen har idag över 11 000 medlemmar i 38 länder. I Sverige ägs 30 av de 50 miniatyrhästarna i landet av stuteriet Hippofortuna i Stora Herrestad.

## Egenskaper

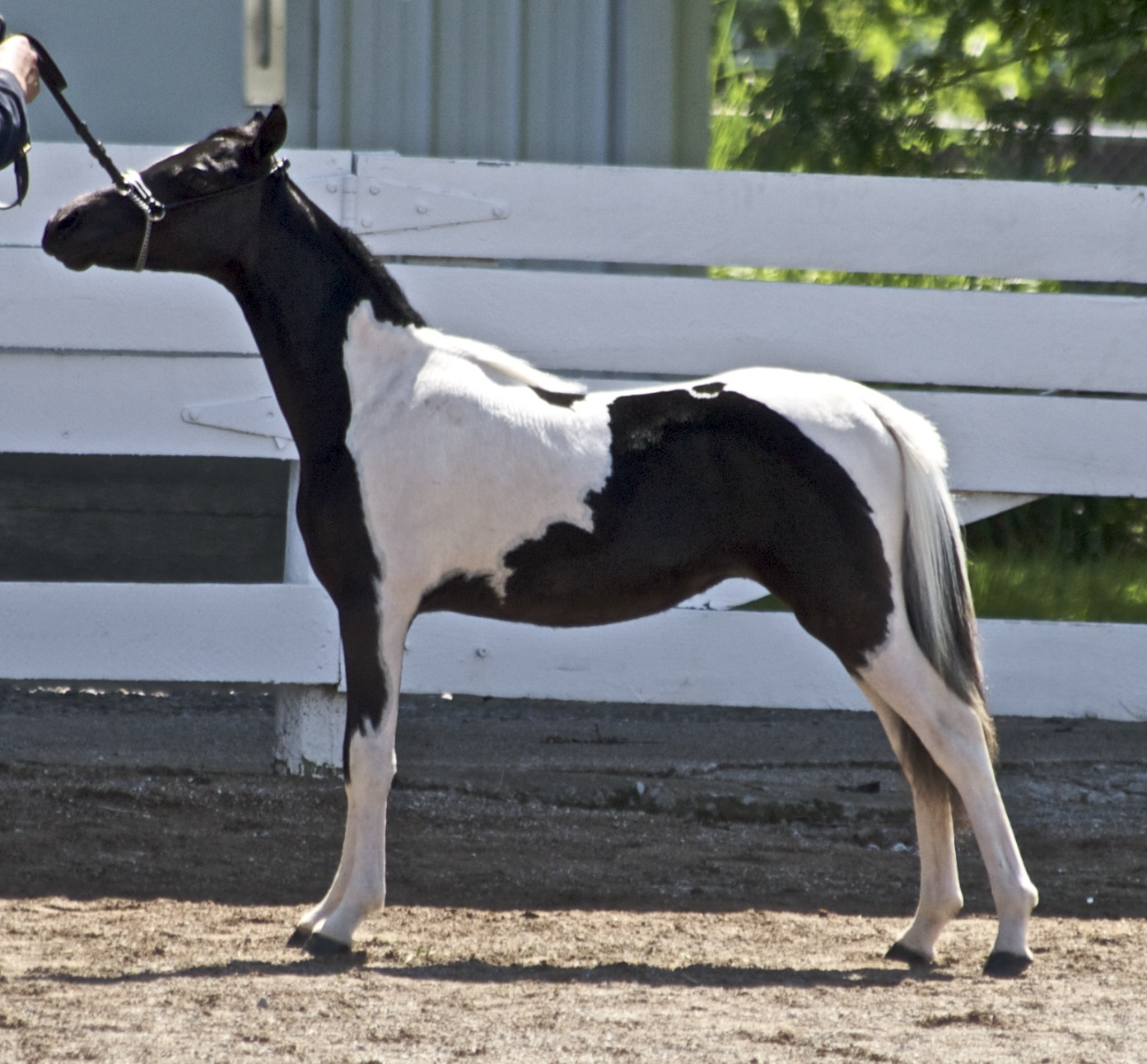
Idealet bland miniatyrer är att de små hästarna ska ha samma kroppstyp och byggnad som en stor häst fast i litet format.

Miniatyrhästarna är lätthanterlig på grund av sin storlek och sitt snälla lynne. De är utmärkta mot barn och har väldigt lätt för att lära sig.
Dock har många miniatyrhästar problem med ryggar, leder och exteriöra fel då rasens kroppsmassa inte håller för de små benen och det stora huvudet. Djuren är friskare och sundare om de får leva mycket utomhus och utan att jobba hårt. Hästarna är långlivade och en liten miniatyrhäst som hette Angel blev 50 år gammal och räknas som världens äldsta häst någonsin.
Minihästarna får dock inte vara ett resultat av dvärggener hos hästarna, vilket är mycket vanligare än man tror. En del dvärghästar säljs mycket dyrt som "äkta" miniatyrhästar av oseriösa hästhandlare.

## Användningsområden
Miniatyrhästarna ses nästan bara i utställningssammanhang eller i shower. Man ställer ut hästarna i två kategorier. A är för de som är under 82 cm i mankhöjd och kategori B som är för hästar mellan 82 och 91 cm i mankhöjd.
Minihästarnas lätthanterliga sätt och förmåga att lära sig snabbt har gjort att en del miniatyrhästar även används som handikapphästar då de kan fungera både som ledare och som terapidjur. Även inom cirkusen är rasen populär då de är lättränade och går hem hos publiken tack vare sin storlek.
Då hästarna är alldeles för små för att ridas används de aldrig inom ridsporten, men däremot finns speciella utställningar och tävlingar för miniatyrhästar som drar vagn.

## Exteriör
Liten och proportionerlig, som en stor häst i miniatyr. Kroppen är välmusklad men ibland kan bogen vara något smal. Benen är lågsatta och har ibland en lätt utåtpekande tåställning. Miniatyrhästarna har ganska små, avlånga men uttrycksfulla huvuden i jämförelse med ponnyer som i regel har stora, grova huvuden i jämförelse med kroppen. Detta för att bibehålla känslan av minimala hästar, inte ponnyer.
Dessa hästar kan ha vilka färger som helst och även dragen kan variera då miniatyrhästarna inte är en fast etablerad ras utan alla slags hästar som möter kraven kan registreras. En del exemplar ser ut som fina fullblodshästar medan andra är lite knubbigare och tuffare. Populärast är de minihästarna som har tydliga drag av arabiska eller engelska fullblod. Även renrasiga miniatyrhästar som Falabella kan registreras som brittiska eller amerikanska miniatyrhästar.

## Thumbelina

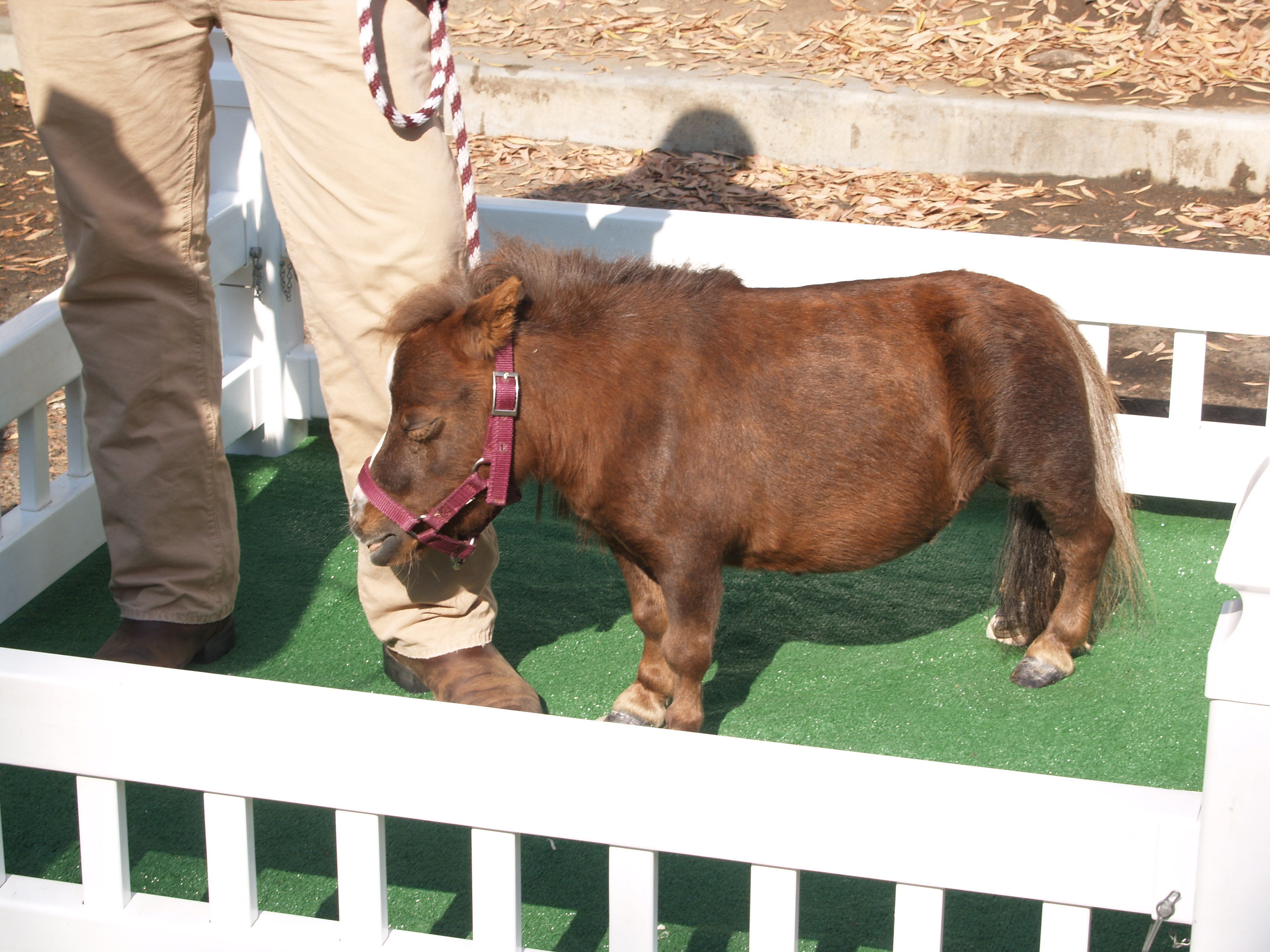
Thumbelina, världens minsta häst, är en amerikansk miniatyr med dvärggenen vilket gjorde henne enbart 43 cm i mankhöjd.

Världens minsta häst var den amerikanska miniatyrhästen Thumbelina som föddes 2001 i St Louis i Missouri i USA. Hennes mankhöjd var på ringa 43 cm vilket gjorde att hon blev världens minsta häst. Men Thumbelinas lilla storlek berodde på dvärggener. Sommaren 2006 när Thumbelina var fullvuxen slutmättes hon till 43 cm och blev inskriven i Guinness Rekordbok som världens minsta häst.
På grund av sina dvärggener så fick Thumbelina däremot inte registreras som en äkta miniatyrhäst även om hon är en miniatyr med dvärggener. Idag finns även två välgörenhetsföreningar i hennes namn, Thumbelina Charitable Foundation och The Thumbelina Childrens Tour.